# Coal Hill School
 (novembre 2018).
Si vous disposez d'ouvrages ou d'articles de référence ou si vous connaissez des sites web de qualité traitant du thème abordé ici, merci de compléter l'article en donnant les références utiles à sa vérifiabilité et en les liant à la section « Notes et références ».
Coal Hill School est une école fictive de la série télévisée britannique Doctor Who et de son spin-of Class. Elle est située sur Coal Hill Road dans le quartier de Shoreditch à Londres.
L'école est apparue pour la première fois, en 1963, dans An Unearthly Child le premier épisode de la série Doctor Who et à de nombreuses occasions depuis. De nombreux personnages majeurs des deux séries sont originaires de Coal Hill, que ça soit en tant qu'étudiants ou professeurs. Pour exemple, dans la série d'origine nous avons eu le droit à Ian Chesterton et Barbara Wright qui sont les professeurs de Susan Foreman, alors que pendant l'épisode anniversaire Le Jour du Docteur nous retrouvons Clara Oswald en tant que professeur d'anglais. 
Tous les personnages principaux de la série Class sont étudiants dans cet établissement au côté d'une de leurs professeurs, Miss Quill. L'école est renommée Coal Hill Academy dans la série.

## Apparitions

### An Unearthly Child(1963)
Le premier épisode de la série Doctor Who est diffusé le 23 novembre 1963. Dans cet épisode, nous retrouvons deux professeurs de l'école, le professeur de sciences Ian Chesterton et la professeur d'histoire Barbara Wright, qui découvrent que l'une de leur étudiante, Susan Foreman, voyage dans le temps. Elle s'est inscrit à l'école en attendant que son grand-père, le Premier Docteur (personnage principal de la série), répare leur machine à voyager dans le temps, le TARDIS.

### Remembrance of the Daleks(1988)
Après 25 ans, l'école apparaît une nouvelle fois dans la série pour l'épisode Remembrance of the Daleks. Dans cette histoire, dans le cadre du 25e anniversaire de la série, le Septième Docteur retourne en 1963 afin de régler des affaires qu'il n'a pas pu régler lors de son départ précipité durant sa dernière visite. L'école est devenue une base où les Daleks ont prévu de localiser un puissant artefact des Seigneur du Temps, la Main d'Oméga, que le Docteur a caché précédemment dans les environs.

### Le Jour du Docteur(2013)
L'école fait une nouvelle apparition pour les 50 ans de la série. La compagne du Onzième Docteur, Clara Oswald, est devenue professeur d'anglais dans l'école.

### Saison 8(2014)
Dans la saison de 2014, Coal Hill devient un lieu récurrent. L'école apparaît ou est mentionnée dans les épisodes En apnée, Dans le ventre du Dalek, Braquage temporel, Le Gardien, La Première Femme sur la Lune et Promenons-nous dans les bois.

### Saison 9(2015)
Dans cette saison, Le Magicien et son disciple est le seul épisode où une scène a lieu dans l'école.

### Class(2016)
Coal Hill est le principal théâtre de la série spin-of de Doctor Who, Class, où l'école devient l'Académie Coal Hill. Dans l'épisode For Tonight We Might Die, le Douzième Docteur, ne pouvant pas être partout à la fois, choisi la professeur Alien Miss et cinq de ses six étudiants, April, Ram, Tanya Matteusz et Charlie (qui est aussi un alien) pour défendre Coal Hill de toutes menaces provenant des failles spatio-temporelles situées dans l'école tout juste rénovée.